# Walter Flamme
Walter Flamme (* Dezember 1926 in Dortmund; † 13. Mai 2012 in Frankfurt am Main) war ein deutscher Schauspieler.

## Leben
Flamme besuchte die „Kleistschule“ in Frankfurt am Main. Er begann eine Schauspielausbildung an der Hochschule für Musik und Theater, wurde dann jedoch gegen Ende des Zweiten Weltkrieges zunächst als Flakhelfer, dann als Soldat an die Ostfront verpflichtet. Er geriet in sowjetische Kriegsgefangenschaft und war in einem Arbeitslager in Karelien interniert. 1949 kehrte er aus der Kriegsgefangenschaft zurück. Flamme absolvierte dann zunächst auf Wunsch seines Vaters eine kaufmännische Ausbildung, führte parallel jedoch seine Schauspielausbildung größtenteils autodidaktisch im Selbststudium fort. Er spielte in dieser Zeit bei verschiedenen freien Theatergruppen in Frankfurter Keller- und Zimmertheatern. Für die Spielzeit 1950/51 wird Flamme im Deutschen Bühnenjahrbuch erstmals als in Frankfurt am Main ansässiger Schauspieler aufgeführt.
Ab der Spielzeit 1951/52 gehörte Flamme in Frankfurt zum Ensemble der „Westdeutschen Musikbühne“, später „Westdeutsche Musikbühne – Kammerspiele“, wo er bis zum Ende der Spielzeit 1959/60 blieb.
Zur Spielzeit 1960/61 ging er an das „Neue Theater“ in Bad Kreuznach, wo er als Marquis von Posa in Schillers Don Karlos debütierte. Dort blieb er drei Jahre, bis zum Ende der Spielzeit 1962/63, im Engagement. Mit Beginn der Spielzeit 1964/65 wechselte Flamme an das Frankfurter Theater am Turm. Dort trat er unter anderem 1968 unter der Regie von Claus Peymann in der Uraufführung des Schauspiels Kaspar von Peter Handke auf, mit dem er auch beim Berliner Theatertreffen gastierte. 1968 wirkte er auch, wieder unter der Regie von Claus Peymann, in der Uraufführung des Theaterstücks Doppelkopf von Gerlind Reinshagen mit; die Aufführung wurde für das Fernsehen aufgezeichnet und 1969 ausgestrahlt. 1975 spielte er am Theater am Turm in Molières Lustspiel Die Schule der Frauen in einer Bearbeitung in hessischer Mundart von Wolfgang Deichsel. Daraufhin wurde er von der Schauspielerin und Intendantin Liesel Christ an das Frankfurter Volkstheater verpflichtet. Von 1975 bis 1990 war Flamme dort festes Ensemblemitglied; er trat jedoch auch danach immer wieder als Gast an diesem Haus auf. Insgesamt spielte er über 35 Jahre am Frankfurter Volkstheater.
Zu seinen Glanzrollen dort gehörten insbesondere die Titelrolle in dem Lustspiel Der Rentier von Adolf Stoltze und der Drehermeister Dummbach in der Lokalposse Datterich. Im Datterich war er in der Neuinszenierung von 1982 an der Seite von Liesel Christ (Frau Dummbach) und Georg Lehn (Datterich) zu sehen. In sehr vielen weiteren Aufführungen war Liesel Christ seine ständige Partnerin. 1977 trat er als Dappler in Stoltzes Lustspiel Alt-Frankfurt auf. 1979 spielte er am Frankfurter Volkstheater den Clown Julius Schmittolini in dem Seiltänzerstück Katharina Knie. 1979 übernahm er die Rolle des Amschel Mayer Rothschild in der historischen Komödie Die fünf Frankfurter von Carl Rössler. 1983 verkörperte er den Straßenbahnschaffner Fritz Wiesner in der Komödie Das Fenster zum Flur von Curth Flatow und Horst Pillau; seine Ehefrau als Anni Wiesner war wieder Liesel Christ. 1984 spielte er mit Christ auch in dem Lustspiel Der Weltmeister; diese Aufführung wurde ebenfalls für das Fernsehen aufgezeichnet und im Hessischen Rundfunk ausgestrahlt. 1987/1988 trat er gemeinsam mit Liesel Christ und Heinz Schenk in Adolf Stoltzes Lustspiel Rendezvous im Palmengarten auf. 1990 spielte er, an der Seite von Irene Rohde und Dieter Schmiedel, am Frankfurter Volkstheater den Senffabrikanten und Schwerenöter Ludwig Klimke in dem Schwank Die spanische Fliege von Arnold und Bach, erstmals in hessischer Mundart in einer Bearbeitung von Wolfgang Kaus.
Flamme blieb auch im hohen Alter weiterhin künstlerisch aktiv. In der Spielzeit 2006/07 übernahm er am Frankfurter Volkstheater den Trikotagenfabrikanten und liebenswerten Querulanten Friedemann Brettschneider in einer hessischen Fassung der Operette Im weißen Rößl. Im April 2007 war er, in einer Neuinszenierung von Wolfgang Kaus, an der Seite von Margit Sponheimer, die die Tanta Anna übernahm, wieder der Onkel Willi in der hessischen Fassung des Lustspiels Schweig, Bub!; diese Rolle hatte Flamme bereits in der früheren Inszenierung (1979) des Stücks gespielt. Im März/April 2010 stand er als Großvater Jakob Hahn in dem Lustspiel Heilig’ Blitzje! von Karl Wittlinger wieder in einer Hauptrolle auf der Bühne des Frankfurter Volkstheaters. Im Juli 2010 sprach er die Stimme des Herrn im Frankfurter Jedermann in einer Inszenierung des Frankfurter Volkstheaters im Archäologischen Garten vor dem Frankfurter Dom.
Flamme spielte ab Mitte der 1970er Jahre auch einige Rollen in Fernsehfilmen und Fernsehserien. Flamme wurde dabei überwiegend als Charakterdarsteller und Volksschauspieler, häufig in prägnanten Nebenrollen eingesetzt. 1976 hatte er eine kleine Rolle in dem Fernsehmehrteiler Der Winter, der ein Sommer war. 1984 spielte er eine Episodenrolle in der Fernsehserie Bei Mudder Liesl mit Liesel Christ. Eine durchgehende Serienrolle hatte er als Mosch in der Krimiserie Blank-Meier-Jensen. Für den Hessischen Rundfunk wirkte er 2007 im Alter von über 80 Jahren als Butler „Johann“ neben Margit Sponheimer als Miss Sophie in einer hessischen Variante des Sketches Dinner for One, die im Frankfurter Volkstheater aufgezeichnet wurde, mit. 1979 trat er in Wiesbaden in der ARD-Fernsehshow Einer wird gewinnen als Darsteller und Schauspieler auf.
1977 übernahm er eine kleinere Rolle in dem Science-Fiction-Hörspiel Notlandung von Rolf Schneider, ein Originalhörsopiel in einer Koproduktion des Bayerischen Rundfunks und des Hessischen Rundfunks.
Seit 2011 lebte Flamme in dem Frankfurter Alten- und Pflegeheim „Julie-Roger-Haus“. Dort verstarb er am 13. Mai 2012.

## Filmografie (Auswahl)
- 1968: Doppelkopf (Theateraufzeichnung)
- 1969: Kaspar (Theateraufzeichnung)
- 1972: Der Datterich
- 1976: PS – Geschichten ums Auto
- 1976: Der Winter, der ein Sommer war
- 1977: Alt Frankfurt (Theateraufzeichnung)
- 1979: Schweig, Bub! (Theateraufzeichnung)
- 1980: Der Urlaub
- 1983: Geschichten aus der Heimat (Fernsehserie) Folge: Die geteilte Walküre
- 1984: Der Weltmeister (Theateraufzeichnung)
- 1984: Tatort – Rubecks Traum
- 1984: Bei Mudder Liesl
- 1986; 1987; 1994: Hessische Geschichten
- 1989: Die Männer vom K3 – Diamanten machen Freunde
- 1991: Ein Fall für zwei – Schneewalzer
- 1992: Blank Meier Jensen